# Батиста, Элио
Элио Батиста дос Сантос Жуниор (порт.-браз. Hélio Batista dos Santos Júnior; род. 20 февраля 1973), известный как Элио Батиста — бразильский футболист.

## Карьера
В начале карьеры выступал за «Понте-Прета» и «Брагантино», за которую в 1994 году провёл 2 матча в чемпионате. В 1996 году он стал чемпионом штата Сан-Паулу в составе «Палмейраса». Также выступал за «Коринтианс», в 1998 году играл за «Васку» из Аракажу. В 1999 году перебрался в российский клуб «Алания», за который в Высшем дивизионе дебютировал 3 апреля в домашнем матче 1-го тура против московского «Спартак», выйдя в стартовом составе. По окончании сезона покинул клуб. Дальнейшая судьба футболиста неизвестна.
У него есть дочь Беатрис.